# 1939年殺嬰法令（北愛爾蘭）
《1939年殺嬰法令（北愛爾蘭）》（英語：Infanticide Act (Northern Ireland) 1939；c 5 (NI)）是北愛爾蘭議會的一項法令，為北愛爾蘭訂定了與英格蘭及威爾斯《1938年殺嬰法令》類似的條文。

## 第1條 – 殺嬰罪
第1(1)及(2)條經《2009年死因裁判官及司法法令》第58條 （页面存档备份，存于）修訂，自2011年6月1日起生效。
第1(3)條中的「or a verdict of not guilty on the ground of insanity」由《1986年精神健康（北愛爾蘭）令》（SI 1986/595 (NI 4)）代替。
第1(4)條由《1967年刑事法律法令（北愛爾蘭）》（c 18 (NI)）廢除。

## 第2條 – 簡稱
第2(2)條由《1952年成文法編正法令（北愛爾蘭）》廢除。
第2(3)條由《1954年釋義法令（北愛爾蘭）》（Interpretation Act (Northern Ireland) 1954）（c 33 (NI)）廢除。

## 外部連結
- The Infanticide Act (Northern Ireland) 1939 （页面存档备份，存于）, as amended from the National Archives.